# Керрл, Ганс
Ганс Керрл (11 декабря 1887 — 15 декабря 1941) — рейхсминистр без портфеля в первом кабинете Гитлера. Родился в Фаллерслебене в семье преподавателя лютеранской школы. Во время 1-й мировой войны служил лейтенантом. Был награждён Железным крестом II и I степени и Брауншвейгской медалью. С 24 мая 1932 года и по 14 октября 1934 года был президентом Прусского ландтага. После прихода нацистов к власти Керрл был назначен прусским министром юстиции и одновременно рейхсминистром без портфеля. В июле 1935 также был назначен министром по делам церкви; проводил политику подчинения евангелической церкви государству. Умер 15 декабря 1941 в Берлине.